# Zalai Szalay László
Zalai Szalay László (Kiskőrös, 1879. november 26. – Budapest, 1944. február 15.) író, szerkesztő.

## Élete
Kiskunhalason járt gimnáziumba, majd Kecskeméten jogot hallgatott. Ő alapította az első kecskeméti napilapot, a Kecskeméti Hírlapot. Később a Magyar Hírlap, a Világ, a Magyar Nemzet számára dolgozott, 1934–1944 közt a Sztár című film- és színházi lap főszerkesztője és tulajdonosa volt.

## Munkássága
Népi tárgyú novelláinak jó részét a kiskunhalasi adatközlők elbeszélései nyomán vetette papírra. Ezek közül is kiemelkedett Gózon István gazdálkodó, parasztverselő. Még későbbi évtizedeiben, Budapesten is az főként kiskunhalasi élményei, gyűjtései alapján: az alföldi rétek, buckák, pásztorok, pákászok a nincstelen kisparasztok népies hangon mesélő krónikása maradt. Színdarabjait sikerrel játszották a fővárosi és vidéki színpadok. Legnépszerűbb alakja Szuhay volt.

## Művei
- Aranyos város Jeruzsálem (192?)
- A zsidó nők története (1924)
- A kovács (dráma színmű) (1932);
- Szuhay (dráma színmű) (1932);
- Szuhay. Budapest, 1925;
- Ez a föld. Budapest, 1928;
- Mihály bácsi. Budapest, 1928;
- Aranyos város Jeruzsálem. Budapest;
- A puszta balladája. Budapest, 1930;
- Zörgessetek. Budapest, 1937;
- Ólmos eső. Budapest, 1939);
- Farsangi esküvő (színmű, 1939;
- A legendás Szuhay. Budapest, 1942;
- Az utolsó nagyúr. Budapest, 1942;
- Öreg Szuhay. Budapest, 1942;
- Szuhay a tanyán. Budapest, 1944.